# (4426) Roerich
(4426) Roerich – planetoida z pasa głównego asteroid okrążająca Słońce w ciągu 4 lat i 209 dni w średniej odległości 2,75 j.a. Została odkryta 15 października 1969 roku Krymskim Obserwatorium Astrofizycznym w Naucznym na Krymie przez Ludmiłę Czernych. Nazwa planetoidy pochodzi od rodziny wybitnych postaci rosyjskiej kultury której życie było związane z Indiami: Nikołaja Konstantinowicza Roericha (1874-1947), malarza, pisarza, filozofa i archeologa; jego żony, Eleny Iwanowny Roerich (1879-1955), podróżnika, pisarza i filozofa; ich starszego syna, Jurija Nikołajewicza Roericha (1902-1960), orientalisty i filologa; oraz ich młodszego syna, Światosława Nikołajewicza Roericha (1904-1993), malarza. Przed nadaniem nazwy planetoida nosiła oznaczenie tymczasowe (4426) 1969 TB6.